# Les Treize Fantômes de Scooby-Doo
 (octobre 2016).
Si vous disposez d'ouvrages ou d'articles de référence ou si vous connaissez des sites web de qualité traitant du thème abordé ici, merci de compléter l'article en donnant les références utiles à sa vérifiabilité et en les liant à la section « Notes et références ».
Mystérieusement vôtre, signé Scoubidou Scooby-Doo : Agence Toutou Risques
Les Treize Fantômes de Scooby-Doo (The 13 Ghosts of Scooby-Doo) est une série télévisée américaine en 13 épisodes de 20 minutes, diffusée entre le 7 septembre 1985 et le 7 décembre 1985 sur le réseau ABC.
C'est la septième série avec Scooby-Doo. Elle est précédée de Mystérieusement vôtre, signé Scoubidou et suivie de Scooby-Doo : Agence Toutou Risques.
En France, elle a été diffusée à partir de mars 1989 dans Cabou Cadin sur Canal+. Rediffusion à partir de 1991 dans Hanna-Barbera dingue dong sur Antenne 2.
Dans la plupart des histoires de Scooby-Doo, les éléments paranormaux se révèlent être des subterfuges, ce qui n'est pas le cas dans cette série.

## Synopsis
« Ceci est un avertissement à tous les êtres vivants. Ceux qui oseront ouvrir ce coffre, lâcheront sur la Terre les fantômes les plus maléfiques et les plus méchants que l'on puisse imaginer. »
Daphné, Sammy, Scooby-Doo et Scrappy-Doo voyagent avec leur avion Mistery Plane pour aller à Honolulu. Malheureusement, Scooby-Doo a confondu les cartes et emmène nos amis dans l'Himalaya. Deux fantômes pas très malins réussissent à provoquer un accident et l'avion du Scooby-gang atterrit en catastrophe. Ces deux fantômes attirent Sammy et Scooby-Doo dans un château pour qu'ils ouvrent un coffre situé dans les sous-sol. Malheureusement ce coffre renferme les 13 fantômes les plus dangereux de tous les temps qui sont ainsi libérés. Ce coffre avait été conçu par les villageois du coin qui avaient réussi autrefois à y enfermer ces treize fantômes. Vincent Van Spectre un puissant sorcier ne peut empêcher à temps ce désastre mais il imposa au Scooby-Gang de corriger leur erreur et de retrouver et capturer à nouveau les 13 fantômes. Le Scooby-gang n'ont pas d'autre choix que d'accepter car seuls ceux qui ont libéré ces fantômes peuvent à nouveau les emprisonner. Au cours de la série, le Scooby-gang rencontre un enfant orphelin appelé Flim Flam qui est aussi tête brûlée que Scrappy-Doo et qui se joint au groupe.

## Fiche technique
- Titre original : The 13 Ghosts of Scooby-Doo
- Titre français : Les Treize Fantômes de Scooby-Doo
- Création : Joe Ruby, Ken Spears
- Société de production : Hanna-Barbera Productions
- Société de diffusion : Taft Broadcasting
- Nombre d'épisodes : 13 (1 saison)
- Durée : 20 min.
- Dates de première diffusion :  États-Unis : 7 septembre 1985 ; France : 1991

## Distribution

### Voix originales
- Don Messick : Scooby-Doo / Scrappy-Doo
- Casey Kasem : Sammy Rogers
- Heather North : Daphne Blake
- Susan Blu : Flim Flam
- Vincent Price : Vincent Van Spectre
- Arte Johnson : Weerd
- Howard Morris : Bogel / Platypus Duck

### Voix françaises
- Jacques Torrens : Scooby-Doo
- Jacques Ferrière : Scrappy-Doo
- Francis Lax : Sammy, Frisson (Voix 2)
- Claude Chantal : Daphné, Morbidia
- Francette Vernillat : Flim Flam
- Jean-Luc Kayser : Vincent Van Spectre, Ectoplasmo
- Albert Augier : Chair De Poule, Maldor
- Philippe Dumat : Frisson, Zomba, voix additionnelles

## Épisodes
1. Les Treize Fantômes de Scooby-Doo (To All the Ghouls I've Loved Before)
2. Soubra Kadabra (Scoobra Kadoobra)
3. Moi et mon ombre spectrale (Me and My Shadow Demon)
4. Reflet dans un œil noir (Reflections in a Ghoulish Eye)
5. Un divertissement monstre (That's Monstertainment)
6. Le Bateau-fantôme (Ship of Ghouls)
7. Un effrayant petit monstre (A Spooky Little Ghoul Like You)
8. Sortilèges et Maléfices (When You Wish Upon a Scoob)
9. Scooby-Doo, tu es merveilleux (It's a Wonderful Scoob)
10. Scooby-Doo au pays des bulles (Scooby in Kwackyland)
11. Vent de vampires (Coast to Ghost)
12. Le Plus Grand Show du monde (The Ghouliest Show on Earth)
13. Drôle d'horreur-scope (Horror-Scope Scoob)

## Développement
La diffusion de The 13 Ghosts of Scooby-Doo débute en 1985. Dans cette série, l'équipe est constituée de Daphné, Sammy, Scooby, Scrappy, et de deux nouveaux personnages : Flim-Flam et Vincent Van Spectre (en VO, « Vincent Van Ghoul »), inspiré de Vincent Price qui prête sa voix au personnage. Cette série est une des rares où Scooby-Doo, Sammy, Scrappy-Doo et Daphné affrontent de vrais fantômes. Fred et Véra n'y apparaissent pas. Flim Flam et Scrappy-Doo disparaissent ensuite des séries Scooby-Doo. Vincent Van Spectre refait une brève apparition dans des épisodes de Scooby-Doo : Mystères associés sous le nom de Vincent Van Ghoul.
La série ne comprend que treize épisodes. Dans le dernier épisode, le Scooby-Gang annonce avoir capturé tous les fantômes, alors que seuls onze l'ont été dans les épisodes précédents.
Le 7 novembre 2018, The Warner Bros. Home Entertainment annonce la mise en production du film Scooby-Doo et la Malédiction du treizième fantôme servant de conclusion à la série. Il sort le 5 février 2019 directement en vidéo aux États-Unis.

## Édition en vidéo
La série est éditée en un double DVD en 2010 sous le titre Scooby-Doo et les 13 fantômes : la saga complète.